# Niva (journal)
Pour les articles homonymes, voir Niva (homonymie).
Niva (Ни́ва) est un titre de presse hebdomadaire en russe qui parut de 1869 à septembre 1918 dans l'Empire russe. C'était un titre sur papier journal, avec des gravures et des suppléments, qui était extrêmement populaire. Il était publié par la maison d'édition pétersbourgeoise Adolf Marx.
Ce journal se positionnait comme un hebdomadaire familial destiné à la petite et moyenne bourgeoisie. Il publiait sur plusieurs numéros de suite des récits littéraires, des essais historiques, des articles de vulgarisation scientifique, des hommages jubilaires, des reproductions et des gravures de peintres contemporains. Les articles de politique ou de société étaient ponctués d'illustrations nombreuses (surtout des gravures jusqu'au début du XXe siècle, puis des photographies).
La numérotation des pages débutait (y compris les suppléments) au premier numéro de l'année et se terminait au dernier numéro, si bien que le numéro 1 débutait avec la page 1 et le numéro 51 ou 52 (suivant le nombre de semaines) avec la page 1 200. Ceci permettait de faciliter la lecture lorsque les numéros étaient ensuite reliés en brochures.

## Suppléments gratuits
C'est à partir de 1891 que Niva fait paraître un premier supplément gratuit regroupant des œuvres littéraires d'auteurs russes ou étrangers, surtout classiques. Désormais ce sont douze suppléments littéraires qui sortent chaque année. D'autres suppléments paraissent également comme l'« Almanach de Niva » («Сборник Нивы»), des suppléments de mode et d'oléographie (pages en couleur), le supplément (une fois par mois) intitulé Les Modes de Paris, des calendriers et des albums artistiques. Le journal bénéficiait d'un fort taux d'abonnement et d'un faible prix à la vente; ainsi en 1903 la vente au numéro se montait à 25 kopeck. Ce fut dont en Russie le journal de l'époque qui avait le tirage le plus important de tout le pays.
L'abonnement annuel était bon marché. Il coûtait dans les années 1900 (avec tous les suppléments) 5,50 roubles à Saint-Pétersbourg, 6,25 roubles à Moscou, 6,50 roubles à Odessa, 7 roubles dans le reste de la Russie et 10 roubles à l'étranger.

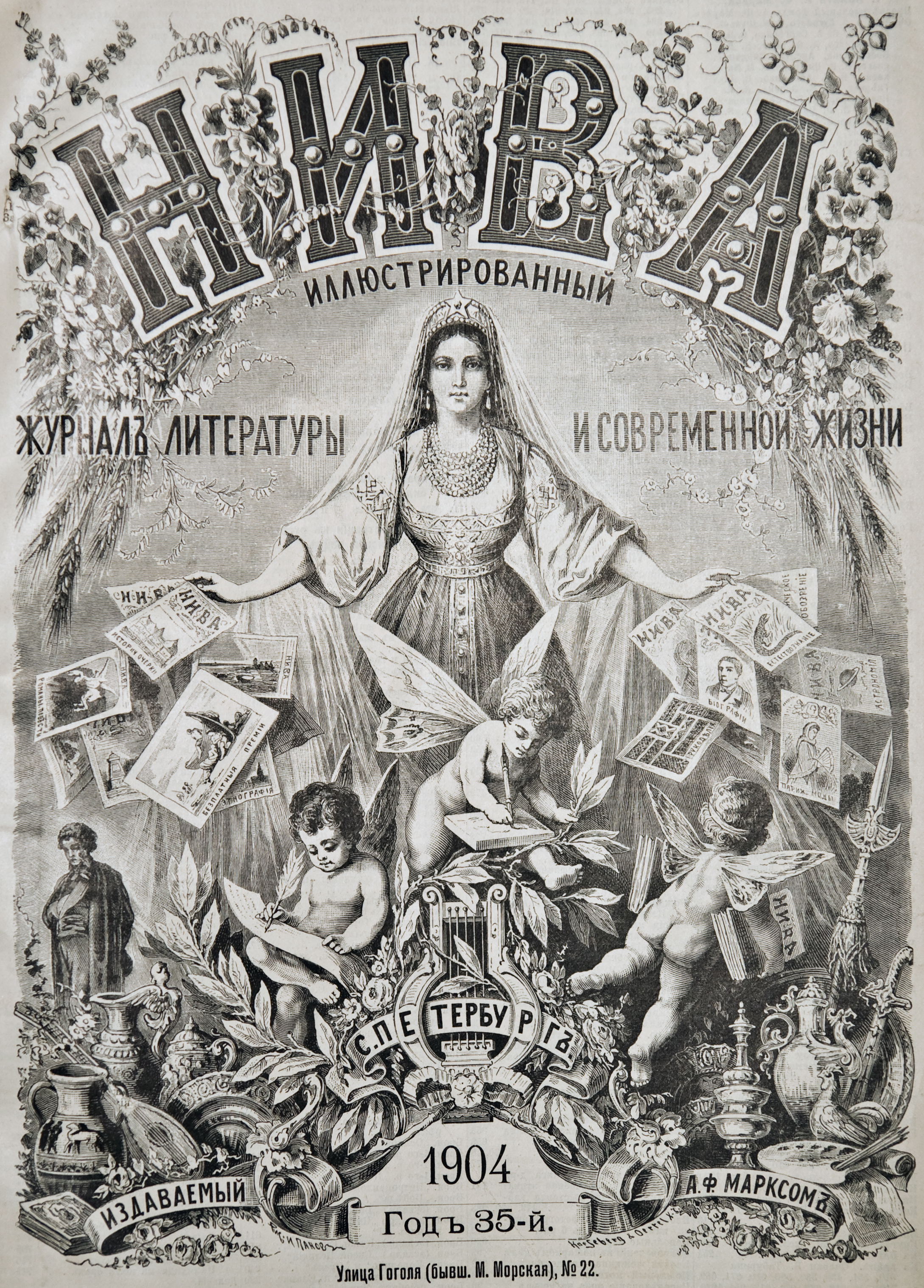
Vue d'une couverture de l'année 1904. Niva, journal de la littérature et de la vie contemporaine.

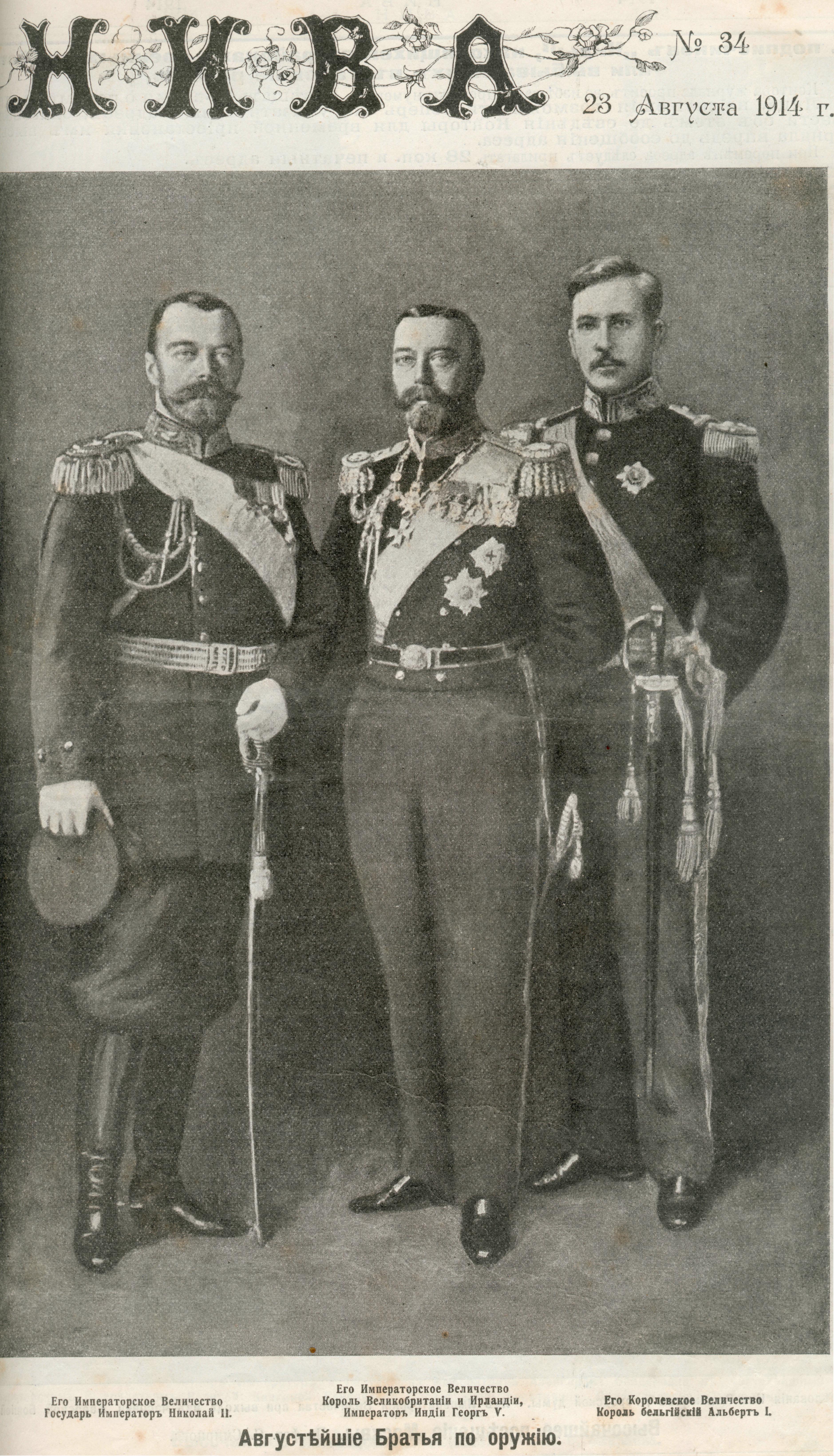
Nicolas II, George V et Albert Ier de Belgique sur une couverture de 1914.

## Succès et lectorat

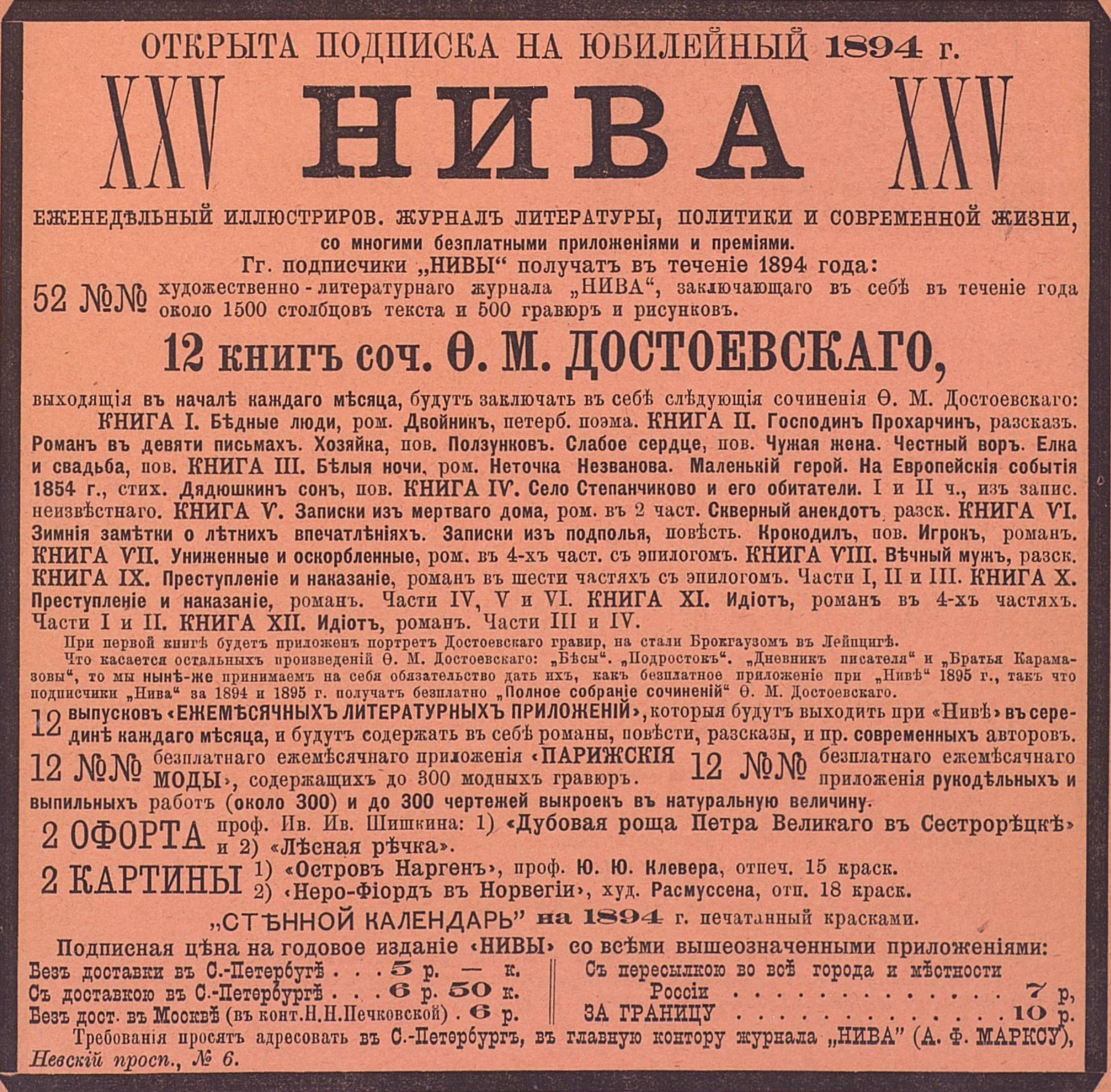
Extrait du journal Niva parut en 1984

Dès les premières années de son existence, Niva devint l'illExtraustré le plus répandu de l'Empire. Ainsi en 1870, son tirage se montait à 9 000 exemplaires, ce qui était deux fois plus important qu'un gros mensuel populaire de l'époque avec une expérience solide d'édition, comme les Annales de la Patrie, Le Messager russe ou encore Le Messager de l'Europe (1866-1918) qui coûtaient plus cher. Le journal augmente rapidement sa diffusion. En 1875, le tirage se monte à 18 000 exemplaires, en 1877 à 30 000 exemplaires, en 1878 à 43 000, en 1882 à 70 000, en 1884 à 90 000, en 1886 à 102 000, en 1891 à 115 000, en 1894 le tirage atteint 170 000 pour une diffusion dix fois plus importante, car il est lu aussi bien dans les bibliothèques publiques que chez soi. C'est en 1894 qu'est publié un supplément consacré aux œuvres complètes de Dostoïevski. Vingt ans plus tard son tirage s'élevait à plus 200 000 exemplaires et en 1917 à 270 000 exemplaires.
Le journal réussit un « coup » commercial en 1899 en publiant la nouvelle de Tolstoï, Résurrection, portant le tirage à 200 000 exemplaires. Auparavant Tolstoï avait toujours refusé de faire paraître ses romans dans ce genre de publications grand public. Cette réussite lui permet aussi de financer de l'aide aux Doukhobors installés au Canada. Dès lors, le journal ne cessera encore d'augmenter son tirage et sa diffusion. Ce journal s'installe dans les grands tirages des journaux illustrés européens de l'époque, le record étant tenu par le Gartenlaube allemand (1853-1944, 400 000 exemplaires à la fin du XIXe siècle).
Les concurrents russes du journal ne peuvent rivaliser sérieusement ; il s'agit surtout d'illustrés tels que l'Illustration universelle (1869-1898), Ogoniok (1898-1918, une nouvelle formule est lancée du temps de l'URSS, le magazine existe toujours), La Patrie (1879-1917, une nouvelle formule est lancée du temps de l'URSS et continue ensuite), ou encore Le Nord.

## Auteurs
La liste des auteurs littéraires est longue de ceux qui sont parus dans Niva ; l'on peut distinguer : Alexis et Léon Tolstoï, Tiouttchev, Wiazemsky, D. Grigorovitch, Sloutchevski, Ouspenski, Leskov, G. Danilevski, Fet, Maïkov, Tchékhov, Polonski, Soloviev,Galina Galina.

## Rédacteurs-en-chef
- 1870-1892 (avec interruptions) : Viktor Kliouchnikov
- 1875-1877 : Dmitri Stakheïev (1840-1918)
- 1878-1887 : Fiodor Berg (1839-1909)
- 1892-1894 : Mikhaïl Volkonski (1860-1917)
- 1895-1897 : Alexeï Tikhonov-Lougovoï
- 1897-1904 : Rostislav Sementkovski
- 1910-1916 : Valerian Svetlov (1860-1934)

## Artistes du journal
Parmi les artistes les plus populaires dont les œuvres étaient reproduites dans les pages de Niva, l'on peut citer Nikolaï Karazine, qui peignait surtout des scènes de bataille et des scènes de genre de l'expansion de l'Empire colonial russe ; Elisabeth Boehm, illustratrice et dessinatrice délicate surtout de scènes enfantines; Sergueï Solomko, illustrateur très connu de l'époque excellant dans les scènes historiques ; Ivan Ijakevitch, illustrateur le plus constant du journal avec ses scènes populaires ; Vladimir Tabourine, illustrateur et affichiste dont les œuvres étaient reproduites à grande échelle par cartes postales ; Elena Samokich-Soudkovskaïa, illustratrice, aquarelliste et graphiste raffinée, connue pour ses illustrations de romans et de pièces de théâtre ; Nikolaï Samokich, son mari ; Ivan Pavlov, Igor Grabar, et même le fameux Leonid Pasternak, père du futur prix Nobel Boris Pasternak, à une autre époque et sous un régime totalement différent.

## Nivaet l'instruction en Russie
Le journal Niva était le rejeton préféré d'Adolf Marx qui dirigea sa publication jusqu'à sa mort en 1904. Pendant les quarante-huit ans de son existence, le journal fit paraître 2 500 numéros et plus de cinquante millions d'exemplaires de ses suppléments gratuits. C'est dire que Niva participa à la diffusion de l'instruction dans tout l'Empire et fit connaître le nom d'auteurs contemporains jusqu'aux régions les plus reculées. Niva était un des titres de presse les plus répandus de la Russie d'avant la Révolution, et grâce à sa lecture, l'homme d'aujourd'hui peut se faire une idée des plus précises de l'évolution de la société, des mœurs, des idées politiques, économiques, artistiques, spirituelles, etc. de la Russie de l'époque. Cependant on pouvait reprocher au journal une certaine uniformisation des goûts et des idées ; ainsi le poète Annenski déplore dans une lettre à N. P. Beguitcheva la banalité de romances « qui se ressemblent toutes, comme les jolies filles de Niva. »
Après la mort d'Adolf Marx, le journal Niva ne demeure pas inchangé. Valerian Svetlov, proche des cercles de Diaghilev, en a été longtemps un rédacteur assidu et a réuni dans ses pages les grands noms du « Siècle d'argent », époque de renouvellement et d'épanouissement littéraire, philosophique et artistique à partir du tournant du siècle en Russie. Le journal permettait au lecteur de se tenir au courant des dernières expositions. On note déjà des signatures d'écrivains comme Znosko-Borovski ou Nabokov qui allaient s'épanouir plus tard. Le journal traitait aussi de l'« aristocratie » littéraire des années 1870-1880 qui constituait la base de la culture bourgeoise de l'époque (comme Saltykov-Chtchedrine et son « exotisme », reflet de la puissance impériale, ou les auteurs des Annales de la patrie), et se démarquait par un certain « élitisme » d'autres journaux de masse.

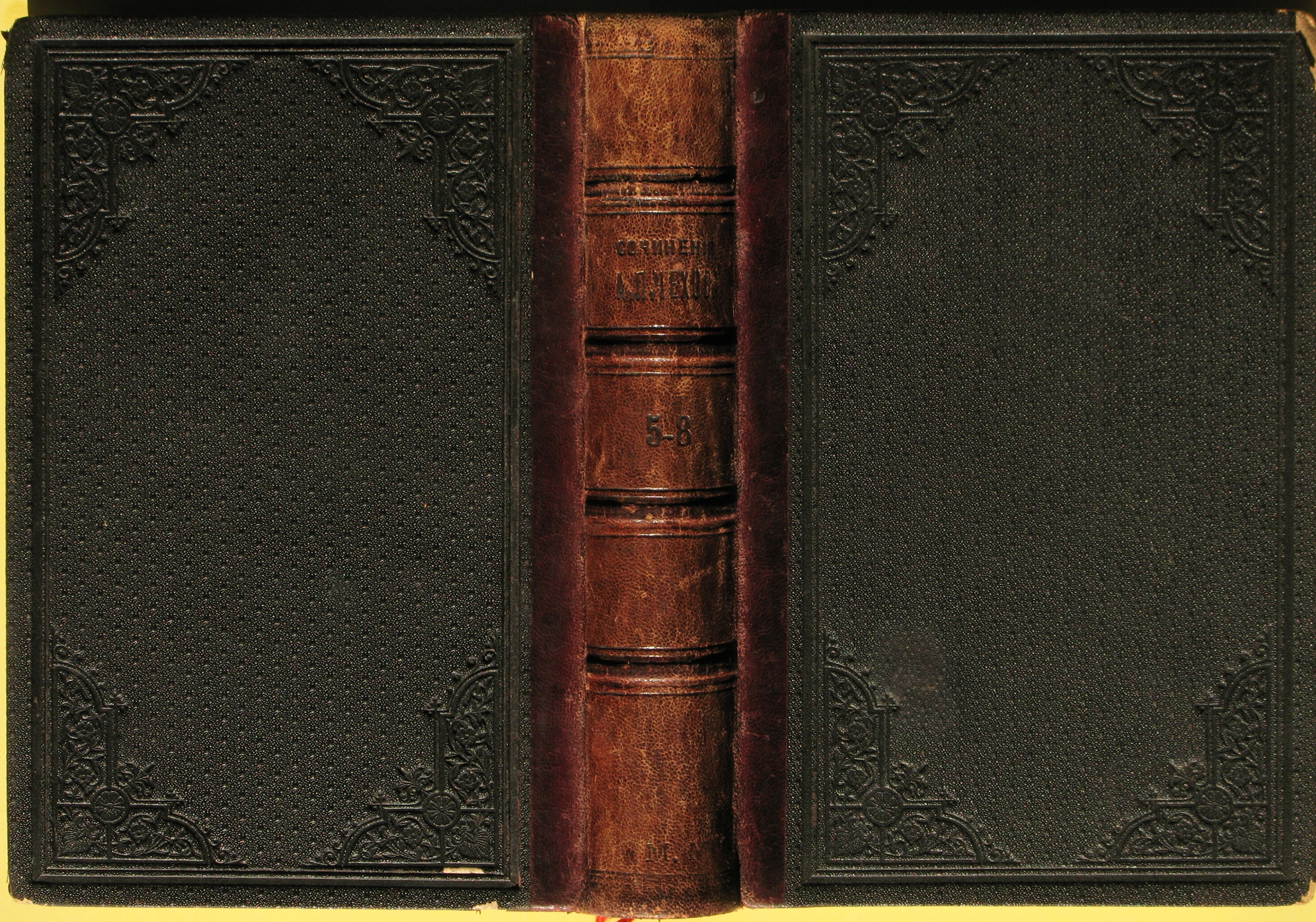
Reliure des œuvres complètes en 16 tomes de Tchékhov (1903). L'abonné recevait les pages avec une couverture de papier et à la fin pouvait les réunir dans une reliure de ce type.

Il y eut une tentative dans les années 1960 de redonner vie à un titre de presse sous le même nom et selon le même concept, mais elle cessa rapidement.

## Source
- (ru) Cet article est partiellement ou en totalité issu de l’article de Wikipédia en russe intitulé « Нива (журнал) » (voir la liste des auteurs).